# Carlos Alcaraz
Carlos Alcaraz Garfia (El Palmar, Murcia; 5 de mayo de 2003) es un tenista profesional español, actualmente en la segunda posición del ranking ATP. Es bicampeón del Campeonato de Wimbledon, y vigente campeón de Roland Garros.
Como juvenil ganó dos torneos del ITF World Tennis Tour Juniors y alcanzó el número veintidós del ranking. Se convirtió en profesional en 2018, ganó tres torneos del ITF World Tennis Tour y cuatro del ATP Challenger Tour, entrando en el top 100 del ranking ATP en mayo de 2021. Dos meses más tarde ganó su primer ATP Tour 250, el Open de Croacia. En febrero de 2022 ganó su primer ATP Tour 500, el Open de Río de Janeiro, y en abril su primer ATP Tour Masters 1000, el Open de Miami. En septiembre del mismo año, ganó su primer Grand Slam tras vencer a Casper Ruud en la final del Abierto de Estados Unidos, con ese triunfo se convirtió en el número uno del ranking mundial ATP más joven de la historia, al conseguirlo con 19 años y 18 semanas.
Ha logrado varios récords en Grand Slam, es el tenista más joven en la historia del tenis en ganar un Grand Slam en tres superficies diferentes, el séptimo (era open) en ganar sus tres primeras finales, el sexto en ganar Roland Garros y Wimbledon el mismo año (siendo el más joven) y es el primer tenista en la historia que gana su primera final en tierra (Roland Garros 2024), la primera en hierba (Wimbledon 2023) y la primera en pista dura (US Open 2022). Es el segundo jugador español con mejor palmarés individual en Grand Slams, solo por detrás de Rafael Nadal, con 22. En el Torneo de Roland Garros 2025, venció a Jannik Sinner en la final más larga en la historia del torneo (5 horas y 29 minutos), logrando varios registros; el primer tenista en remontar un 0-2 y tres bolas de partido en una final de Grand Slam desde 1927 (Henri Cochet en Wimbledon), el tercero en ganar dos Grand Slams, salvando alguna bola de partido durante el torneo (US Open 2022 y Roland Garros 2025, ambas contra Sinner), tras Rod Laver (Australia 1960 y Roland Garros 1962) y Novak Djokovic (US Open 2011 y Wimbledon 2019), y el segundo en ganar sus cinco primeras finales de Grand Slam, tras Roger Federer.
En los Juegos Olímpicos de París 2024 se convirtió en el jugador más joven (21 años y 89 días) en clasificarse para una final olímpica de tenis en individual desde Seúl 1988, logrando la medalla de plata tras caer contra Novak Djokovic 7-6 (7-3) y 7-6 (7-2) en su primera participación, para muchos medios y expertos, en una de las mejores finales olímpicas de la historia.
Actualmente reside en su localidad natal de El Palmar (Murcia), y es entrenado en Villena, en la provincia de Alicante, por el extenista español Juan Carlos Ferrero.

## Biografía
Nació el 5 de mayo de 2003 en El Palmar, un pueblo de Murcia (España). Es hijo de Carlos Alcaraz González, que hizo una breve carrera como tenista —llegó a ser el 963 clasificado en el mundo—, y de Virginia Garfia Escandón, que trabajó como dependienta en IKEA. Tiene un hermano mayor, Álvaro, y dos menores: Sergio y Jaime. Su abuelo paterno, Carlos, también estuvo ligado al deporte, dado que en su momento cooperó en la creación de un club de tenis y natación en El Palmar, la Real Sociedad Club de Campo, o «Tiro de Pichón», que posteriormente el padre de Alcaraz dirigiría. En su momento, el lugar ganó reconocimiento regional por el estado de sus pistas de tierra batida. Su abuela paterna, «Paquita», regentaba una librería y la materna, Victoria Escandón, tiene raíces en Sevilla.
Sus primeras experiencias tenísticas tuvieron lugar en el club antes mencionado, al que acudía ya a los cuatro años. Su padre decidió cederle la formación del niño a Kiko Navarro y a Carlos Santos. A los nueve años, empezó a jugar bajo la dirección de Navarro únicamente, que se convirtió en su primer entrenador formal. A partir de entonces, Alcaraz disputó torneos infantiles, con el empresario Alfonso López Rueda ejerciendo como su mecena, y llegó a filmar una publicidad para Nintendo junto con Rafael Nadal. Con el fin de encontrar oponentes de mayor rendimiento, su equipo arregló que compitiera en Villena.
Alcaraz compaginó el tenis con los estudios en el Instituto de Enseñanza Secundaria Marqués de los Vélez, cuyo profesorado tuvo que adaptar los horarios del joven para no afectar su desarrollo deportivo. En 2018 ganó el ITF Futures del Murcia Club de Tenis. En 2019, a los quince años, se unió a la academia comandada por Juan Carlos Ferrero, Ferrero Tennis Academy, en Alicante. En esa institución, los entrenadores notaron la velocidad que tenía en las extremidades y trabajaron en el aumento de masa muscular, fundamentalmente en su espalda y sus piernas.

## Trayectoria

### 2019
En 2019 se convirtió en el primer tenista nacido en 2003 en ganar un partido en un torneo Challenger, ante Jannik Sinner en el Challenger de Alicante. El joven tenista, aún desconocido, empezaba a despuntar en torneos tanto nacionales como internacionales.

### 2020: Debut en el circuito ATP
El 17 de febrero de 2020 derrota a su compatriota Albert Ramos (situado en el n.º 41 del ranking ATP) en primera ronda del torneo ATP 500 de Río de Janeiro por 7-6, 4-6, 7-6 ganando su primer partido en el cuadro final de un torneo del ATP Tour con 16 años y 10 meses. En el partido de segunda ronda frente al argentino Federico Coria quedaría eliminado del torneo tras perder por 4-6, 6-4, 4-6.
Tras el parón provocado por la pandemia, Alcaraz volvió a la competición, consiguiendo su primer título ATP Challenger tras derrotar en la final al italiano Bonadio. De esta forma, se convierte en el 15.º jugador más joven en lograr un título profesional, además de entrar entre los 250 mejores puestos en el ranking ATP.

### 2021: Primer título en el circuito ATP

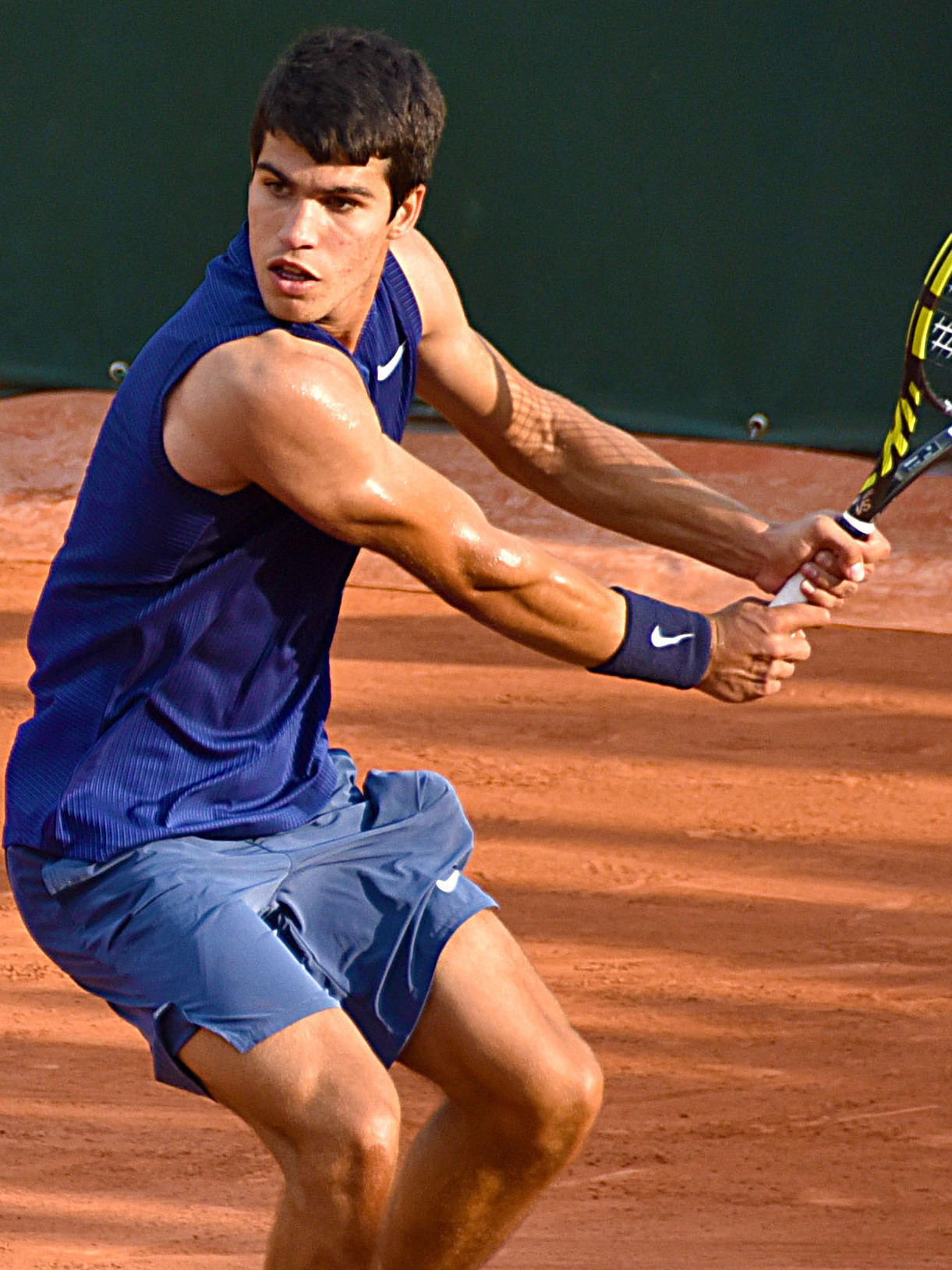
Alcaraz en el Torneo de Roland Garros 2021

El 13 de enero de 2021, con 17 años, 8 meses y 8 días, se clasifica para el cuadro final del Abierto de Australia 2021 convirtiéndose en el primer jugador masculino nacido en 2003 en clasificarse para el cuadro final de un Grand Slam. Asimismo, se convierte en el tercer tenista español más joven en debutar en un Grand Slam, tras Arantxa Sánchez Vicario que debutó en el Torneo de Roland Garros 1987 con 15 años y Rafael Nadal que debutó en el Campeonato de Wimbledon 2003 con 17 años y 20 días.
El 3 de febrero de 2021 vence a David Goffin (n.º 14) en segunda ronda del Torneo ATP de Melbourne. Con esta victoria se convierte, con 17 años y nueve meses, en el tenista más joven en derrotar a un top-15 desde que Richard Gasquet hiciera lo propio con Nicolás Massú en 2004.
El 9 de febrero de 2021 debuta en un Grand Slam con victoria ante el neerlandés Botic van de Zandschulp. Asimismo, se convierte en el tercer español más joven de todos los tiempos en ganar un partido de Grand Slam con 17 años y 9 meses (tras Rafael Nadal con 17 años y 20 días en Wimbledon 2003 y Arantxa Sánchez Vicario con 15 años en Roland Garros 1987).
En el Masters de Madrid 2021 recibe una wild card para el cuadro principal. En primera ronda consigue su primera victoria en Masters 1000 derrotando al francés Adrian Mannarino (6-4, 6-0). Jugó en segunda ronda el día de su 18 cumpleaños, perdiendo contra Rafael Nadal.
En el Torneo de Roland Garros 2021 consigue entrar en el cuadro principal a través de la fase previa. En primera ronda derrota al también español Bernabé Zapata Miralles en 4 sets, convirtiéndose en el jugador más joven desde Novak Djokovic en 2005 en ganar un partido en el torneo parisino. En segunda ronda consigue derrotar al georgiano Nikoloz Basilashvili en sets corridos, convirtiéndose con 18 años y 29 días en el jugador más joven que alcanza la tercera ronda de un Grand Slam desde Rafa Nadal (17 años, 7 meses y 19 días) en el Abierto de Australia de 2004 y el más joven en conseguirlo en Roland Garros desde que lo hiciera el ucraniano Andréi Medvédev en 1992 (17 años y nueve meses). Finalmente es derrotado en la tercera ronda ante el tenista alemán Jan-Lennard Struff (6-4, 7-6, 6-2), quien dijo sobre Carlos Alcaraz: “Tiene que seguir así, va a ser un grandísimo jugador”.
En junio de 2021 recibe una wild card para disputar el Campeonato de Wimbledon 2021. En dicho campeonato consigue una gran victoria en primera ronda contra el japonés Uchiyama, en un partido que se fue hasta el quinto set. Ya en segunda ronda no pudo superar al ruso y número 2 del mundo Daniil Medvédev (6-4, 6-1, 6-2), despidiéndose así de su primera participación en Wimbledon.
El 25 de julio de 2021 en la arcilla de Umag gana su primer título ATP ante Richard Gasquet con un tanteo de 6-2 y 6-2, convirtiéndose en el tenista más joven desde Kei Nishikori en el Torneo de Delray Beach 2008 en conseguir un título ATP.
En agosto debutaría en el cuadro principal del Abierto de Estados Unidos 2021 enfrentándose en primera ronda al británico Cameron Norrie al que bate en 3 sets. En segunda ronda vence al tenista galo Arthur Rinderknech en 4 sets y en tercera ronda daría la gran sorpresa venciendo en 5 durísimos sets a Stéfanos Tsitsipás cabeza de serie número 3, ya en cuarta ronda vencería al alemán Peter Gojowczyk en 5 sets, con esta victoria, Carlos alcanzaría sus primeros cuartos de final en un Grand Slam. De este modo, el murciano supera a Andre Agassi como tenista más joven de la historia (18 años y cuatro meses) en alcanzar la quinta ronda desde 1973. Tras un gran torneo y mucho desgaste, el tenista no pudo completar el partido de cuartos frente a Félix Auger-Aliassime por problemas físicos en el cuádriceps y en el aductor.
En la vuelta a la competición en octubre de 2021 después de su lesión en el US Open, participa en el Masters 1000 de Indian Wells donde es eliminado en primera ronda por el británico Andy Murray (7-5, 3-6, 2-6). Además es seleccionado por el equipo español de la Copa Davis por primera vez en su carrera para competir en la fase final de la Copa Davis de 2021. Compite en el Torneo de Viena ATP 500, donde realiza una gran actuación, eliminando a los británicos Daniel Evans y Andy Murray y al tercer cabeza de serie y top 7 mundial Matteo Berrettinni por (6-1, 6-7, 7-6) en cuartos de final, su andadura en el torneo finalizó en semifinales tras caer derrotado por el segundo cabeza de serie y top cuatro mundial Alexander Zverev por (3-6, 3-6). En su primera participación en el Masters de París consigue su tercera victoria sobre un top 10, venciendo a Jannik Sinner (7-6, 7-5), finalmente sería eliminado por el francés Hugo Gaston (4-6, 5-7) en tercera ronda.
En noviembre participa en las Next Generation ATP Finals 2021 (competición que reúne a los mejores tenistas menores de 21 años, pero que no da puntos ATP), torneo que gana, perdiendo un solo set en todo el torneo, venciendo en la final a Sebastian Korda por (4-3, 4-2, 4-2). El mismo día de inicio de la fase final de la Copa Davis de 2021, la Real Federación Española de Tenis anuncia que un miembro del equipo español de la Copa Davis había dado positivo en COVID-19, siendo Alcaraz el positivo, lo que supuso que finalmente no pudiese participar en el torneo.

### 2022: N.º 1 del mundo y campeón del Abierto de Estados Unidos.

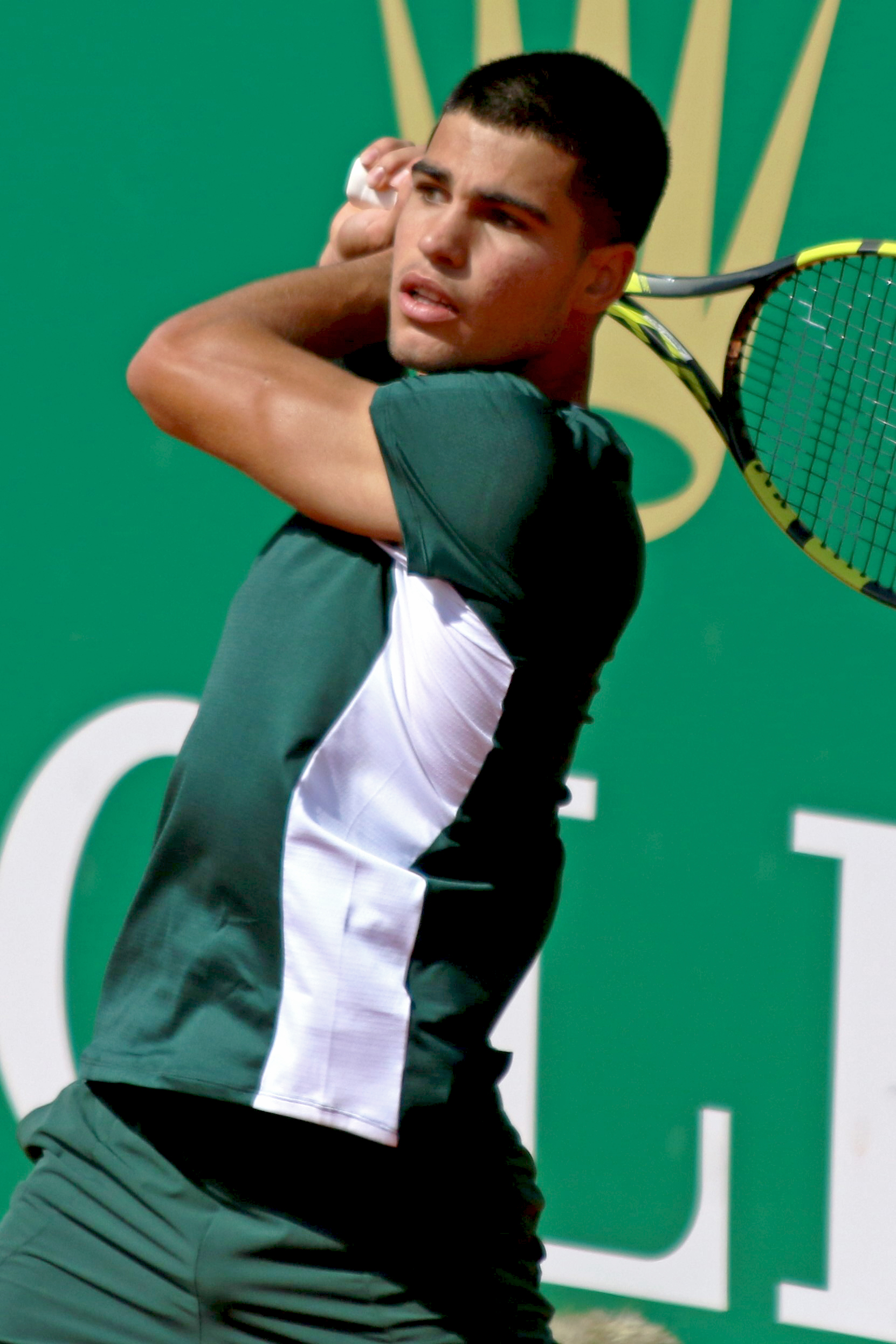
Alcaraz en el Masters de Montecarlo 2022

En enero de 2022, reaparece con una gran mejoría en su estado físico con el objetivo de poder competir mejor. Inicia la temporada participando en el Abierto de Australia, siendo cabeza de serie del torneo, por primera vez en un Grand Slam, además el día de su debut en el torneo alcanza su mayor posición en el ranking ATP en su carrera, el 31. En primera ronda vence al chileno Alejandro Tabilo (6-2, 6-2, 6-3), en segunda ronda vence al serbio Dušan Lajović (6-2, 6-1, 7-5) alcanzando su mejor resultado en su carrera en el Abierto de Australia. Finalmente es eliminado en tercera ronda por el top 7 mundial Matteo Berrettini (6-2, 7-6(3), 4-6, 2-6, 7-6(5)) tras un partido maratoniano de 4 horas y 10 minutos, en el que remontó dos sets y forzó el super tie-break. Debido a su actuación en el torneo alcanza el 31 de enero de 2022 su mayor ranking ATP, hasta ese momento, el puesto 29.
Después de su participación en el Abierto de Australia, disputó el Open de Río 2022 en febrero, torneo ATP 500 del circuito. Ganando su primer título de la categoría (el más joven en lograrlo), después de eliminar en cuartos de final al cabeza de serie del torneo y número 6 del mundo Matteo Berrettini (6-2, 2-6, 6-2) y en semifinales al italiano Fabio Fognini (6-2, 7-5), ambos partidos se jugaron el mismo día a causa de la lluvia en Río de Janeiro. Finalmente derrotó en la final al argentino Diego Schwartzman (6-4, 6-2). Con este título, el 21 de febrero, alcanza el puesto 20 en el ranking ATP, su mejor posición en su carrera.
El 4 de marzo hace su debut con la selección española de la copa Davis contra Rumanía, en el clasificatorio para la fase final de 2022. Ganaría el segundo partido del cruce por (6-4, 6-3) (poniendo el 2-0 en la eliminatoria) finalmente, España ganaría el cruce por 3-1. Clasificándose para la fase final, que se disputará en septiembre y noviembre de 2022. Ese mismo mes participa en Indian Wells donde realiza una gran participación llegando hasta las semifinales del torneo contra Rafa Nadal perdiendo por (4-6, 6-4, 3-6).
El 3 de abril ganó el Masters de Miami, después de eliminar a tres top 10 durante el torneo. Al griego Stéfanos Tsitsipás y número 5 del ranking en 4R (7-5, 6-3), en las semifinales venció al polaco Hubert Hurkacz número 10 del mundo. En la final ganó al noruego Casper Ruud número 8 del mundo (7-5, 6-4) convirtiéndose en el primer español en ganar dicho torneo en categoría masculina y el tercer jugador más joven de la historia en ganar un Masters 1000.
El 24 de abril ganó el Masters ATP 500 Barcelona Open Banc Sabadell, también llamado trofeo Conde de Godó. Batiendo a Tsitsipás, Álex de Miñaur, Jaume Munar y en la final a Pablo Carreño por un (6-3, 6-2). Tras ese triunfo entra por primera vez en el top 10 del ranking ATP.
El 8 de mayo gana su segundo Masters 1000, el de Madrid. Después de un torneo en el que ganó en cuartos de final al n.º 4 del ranking ATP Rafa Nadal por (6-2, 1-6, 6-3) y al día siguiente al n.º 1 Novak Djokovic por (6(5)-7, 7-5, 7-6(5)) convirtiéndose en el finalista más joven de la historia de ese torneo. En la final derrota a la tercera raqueta del tenis mundial y vigente campeón del Masters de Madrid, Alexander Zverev (6-3, 6-1), ganando sus primeras 5 finales del circuito ATP (sin perder ningún set) y siendo el tercer tenista español que gana el torneo después de Rafa Nadal y su entrenador Juan Carlos Ferrero. Además alcanzaría el n.º 6 en el ranking ATP. Durante el mes de mayo juega también Roland Garros, donde alcanza su mejor resultado en el torneo e iguala su mejor desempeño en un Grand Slam alcanzando los cuartos de final donde es vencido por el alemán Alexander Zverev (4-6, 4-6, 6-4, 6(7)-7).
En su segunda participación en Wimbledon, mejora su participación respecto al año pasado, llegando a 4R donde es derrotado por el italiano Jannick Sinner (1-6, 3-6, 7-6(8), 3-6). En julio de 2022 participa en Hamburgo donde llega a la final, siendo vencido por primera vez en una final en el circuito ATP, su verdugo fue el joven italiano Lorenzo Musetti (4-6, 7-6(6), 4-6), a pesar de la derrota se coloca por primera vez en el top 5 del ranking mundial, siendo el jugador más joven en conseguirlo desde Rafa Nadal. Vuelve a Umag, con el objetivo de revalidar el título del año pasado, sin conseguirlo al perder la final ante Sinner (7-6(5), 1-6, 1-6), a pesar de la derrota se coloca número cuatro del mundo por primera vez en su carrera.
En agosto disputó el Abierto de Estados Unidos, obteniendo su primer Grand Slam y ascendiendo a la cima del tenis mundial, después de vencer al argentino Sebastián Báez en tres sets por retirada, mismo número de parciales con Federico Coria y Jenson Brooksby; Marin Čilić en octavos, le lleva a los cinco con un partido muy igualado; en cuartos, obtiene la victoria en un larguísimo y disputado encuentro (el que más tarde ha terminado y el segundo de más duración en la historia del torneo) a cinco sets frente a Jannik Sinner; en sus primeras semifinales de Grand Slam, derrota a Frances Tiafoe (que venía de ganar a Rafael Nadal en octavos) en otros cinco parciales; en la final, derrota a Casper Ruud (6-4, 2-6, 7-6(1), 6-3), los dos se jugaban su primer torneo mayor y salir como número uno. Esta victoria permitió a Alcaraz convertirse en el tenista más joven de la historia (19 años, cuatro meses y siete días) en hacerse con el número uno del ranking ATP.
El 16 de septiembre pierde, en la fase clasificatoria de la Copa Davis, ante el integrante del equipo canadiense Auger-Aliassime (7-6(5), 4-6, 2-6). Dos días después ganaría al miembro del equipo de Corea del Sur, Soonwoo Kwon (6-4 y 7-6(1)); en una victoria que permitiría el pase del combinado español a la fase final de la Copa Davis. En su primer torneo como número 1 del circuito, no pasa de primera ronda tras ser derrotado por David Goffin en Astaná. A finales de octubre participa en el torneo de Basilea llegando a semifinales donde es vencido, de nuevo, por Auger-Aliassime (3-6, 2-6).
En el último Masters 1000 del año, el de París, Alcaraz se tiene que retirar en cuartos de final ante el danés Holger Rune en el tie-break del segundo set, después de que Rune se llevase el primer set por 3-6. Las pruebas médicas dictaminarían que sufría "un desgarro muscular en la musculatura oblicua interna de la pared lateral abdominal izquierda" teniendo que estar seis semanas de baja perdiéndose las ATP Finals y las finales de la Copa Davis.
Cerraría 2022 siendo el número uno del circuito, recibiendo en Turín, durante las ATP Finals el trofeo que le acreditaba ese logro, siendo el primer tenista en lograrlo en los últimos 18 años al margen de Rafel Nadal, Roger Federer, Novak Djokovic y Andy Murray.

### 2023: Lesión en el inicio de temporada y regreso victorioso

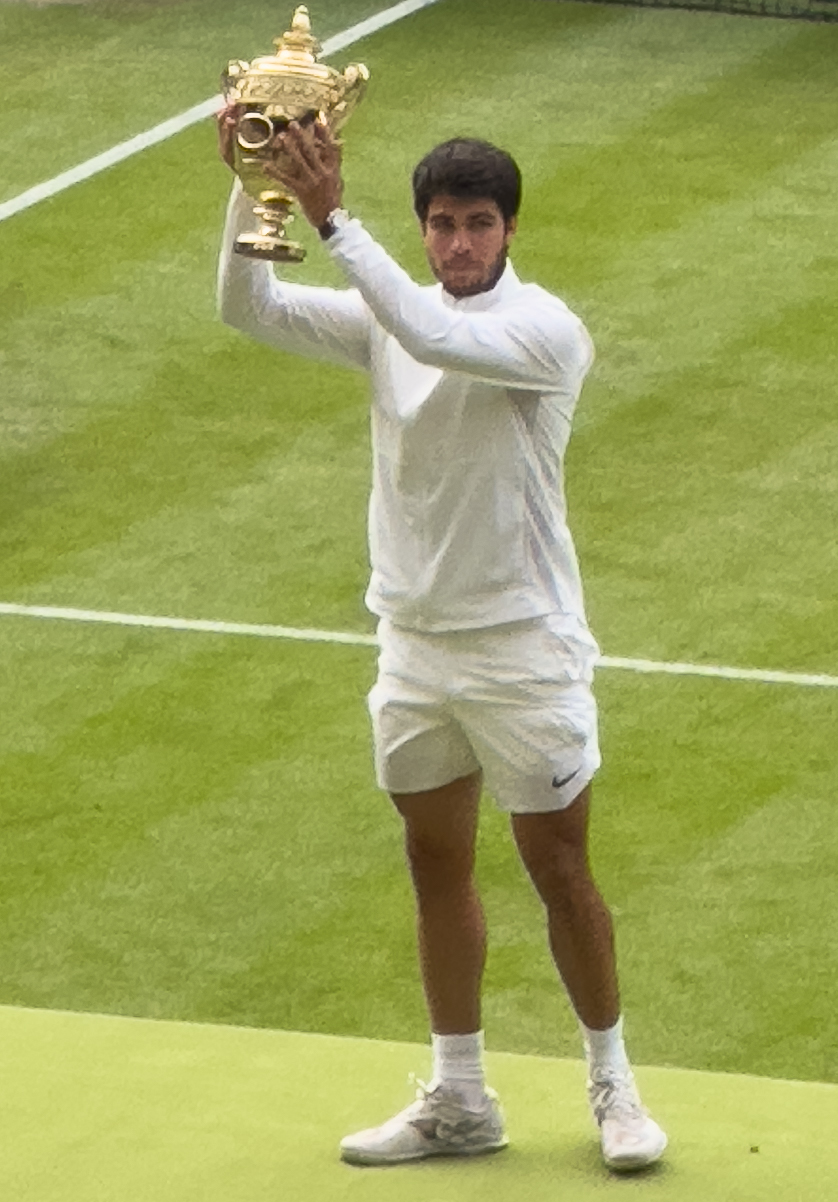
Alcaraz en la ceremonia de premiación del Campeonato de Wimbledon 2023

Alcaraz, de cara a la temporada 2023 de tenis, preparó un calendario en el que tenía planeado disputar 19 torneos del circuito ATP, pero una lesión en el músculo semimembranoso de la pierna derecha durante su preparación para el Abierto de Australia de 2023 le privó de disputar el primer grande del calendario. Tras la victoria de Novak Djokovic en el Abierto de Australia de 2023, perdió el número 1 del ranking ATP en favor del tenista serbio, cayendo a la segunda posición del circuito.
Tras cuatro meses fuera de las pistas, Alcaraz volvió en el Torneo de Buenos Aires, un ATP 250. A pesar de su periodo de inactividad, acabó ganando el torneo, tras vencer al británico Norrie (6-3, 7-5). A la semana siguiente, en el ATP 500 de Río de Janeiro, donde defendía título, perdió en la final contra el mismo Norrie (7-5, 4-6, 5-7), mostrando molestias físicas en una pierna.
En marzo regresó al circuito tras saltarse el Torneo de Acapulco por dichas molestias. En Indian Wells alcanzó su victoria número 100 en el circuito ATP al derrotar a Tallon Griekspoor (7-6, 6-3) en tercera ronda. En la final, venció a Daniil Medvedev (6-3, 6-2) —acabando con su racha de 19 victorias consecutivas—, ganando su tercer título de la categoría ATP Masters 1000, y recuperando el número 1 del ranking individual el 20 de marzo.
En Miami, donde Alcaraz era el defensor del título, alcanzó las semifinales sin haber cedido un solo set, derrotando a Facundo Bagnis, Dušan Lajović, Tommy Paul (16º cabeza de serie) y Taylor Fritz (9º cabeza de serie). Esta vez perdió ante el décimo cabeza de serie Jannik Sinner en tres sets. Cayó al número 2 de la clasificación al no haber podido defender los puntos de su título del año anterior.
Alcaraz tenía previsto jugar el Masters de Montecarlo la semana siguiente, pero se retiró debido a una artritis postraumática en la mano izquierda. Comenzó su andadura europea en tierra batida en el Abierto de Barcelona, donde era el defensor del título. Derrotó a Nuno Borges, a sus compatriotas Roberto Bautista Agut y Alejandro Davidovich Fokina, a Dan Evans en semifinales y a Stefanos Tsitsipas en la final para revalidar su título sin ceder un solo set. Es también su tercer título de la temporada. Ganó el décimo título de su carrera en el Mutua Madrid Open 2023 sobre el defensor del título, Jan-Lennard Struff. Alcaraz se convirtió en el sexto jugador más joven en alcanzar los 10 títulos en la Era abierta.
En el siguiente torneo sobre tierra batida, el Masters de Roma, Alcaraz se ganó la oportunidad de hacerse con el número 1 mundial jugando su partido de segunda ronda. Tras su victoria, recuperó el primer puesto de Novak Djokovic. Sin embargo, fue derrotado en la siguiente ronda por Fabian Marozsan, número 135 del mundo, en sets corridos.
En el Abierto de Francia de 2023, Alcaraz avanzó a semifinales, pero fue derrotado por Novak Djokovic en cuatro sets tras sufrir calambres al comienzo del tercer set. Djokovic recuperó el número 1 del ranking de Alcaraz, después de que éste acabara ganando el torneo.
En el Queen's Club Championships de 2023 logró la primera victoria de su carrera en un torneo sobre hierba al derrotar al australiano Alex de Minaur por 6-4 y 6-4 en la final. La victoria en Londres le devolvió al número 1 de la clasificación mundial y le permitió ser cabeza de serie en el cuadro individual de Wimbledon 2023.
En el Campeonato de Wimbledon 2023, como máximo favorito, llegó a la final tras vencer a Jeremy Chardy, Alexandre Muller, Nicolás Jarry, Matteo Berrettini, Holger Rune y Daniil Medvedev, superando a Novak Djokovic 1–6, 7–6(8– 6), 6-1, 3-6, 6-4, en la final, poniendo fin a la racha de 34 victorias consecutivas de Djokovic en Wimbledon y asegurando el N°1 del mundo y por si rompiendo 20 años de dominio que tuvieron el Big Four (el derrotado Djokovic, el español Rafael Nadal, el suizo Roger Federer y el escocés Andy Murray-alternados-, comenzado en 2003, cuando el tercero, derrotara al australiano Mark Philippoussis).

## Torneos de Grand Slam

### Individual

#### Ganados (5)
| Año  | Campeonato         | Oponente en la final | Resultado en final               |
| 2022 | Abierto de EE. UU. | Casper Ruud          | 6-4, 2-6, 7-6(1), 6-3            |
| 2023 | Wimbledon          | Novak Djokovic       | 1-6, 7-6(6), 6-1, 3-6, 6-4       |
| 2024 | Roland Garros      | Alexander Zverev     | 6-3, 2-6, 5-7, 6-1, 6-2          |
| 2024 | Wimbledon (2)      | Novak Djokovic (2)   | 6-2, 6-2, 7-6(4)                 |
| 2025 | Roland Garros (2)  | Jannik Sinner        | 4-6, 6-7(4), 6-4, 7-6(3), 7-6(2) |

#### Finalista (1)
| Año  | Campeonato | Oponente en la Final | Resultado          |
| ---- | ---------- | -------------------- | ------------------ |
| 2025 | Wimbledon  | Jannik Sinner        | 6-4, 4-6, 4-6, 4-6 |

## Juegos Olímpicos

### Individual

#### Medalla de Plata
| Año  | Campeonato | Oponente en la final | Resultado en final |
| 2024 | París 2024 | Novak Djokovic       | 6-7(3), 6-7(2)     |

## ATP Masters 1000

### Individual

#### Ganados (8)
| Año  | Torneo           | Superficie    | Ind/Outdoor | Oponente en la final | Resultado     |
| 2022 | Miami            | Dura          | Outdoor     | Casper Ruud          | 7-5, 6-4      |
| 2022 | Madrid           | Tierra batida | Outdoor     | Alexander Zverev     | 6-3, 6-1      |
| 2023 | Indian Wells     | Dura          | Outdoor     | Daniil Medvédev      | 6-3, 6-2      |
| 2023 | Madrid (2)       | Tierra batida | Outdoor     | Jan-Lennard Struff   | 6-4, 3-6, 6-3 |
| 2024 | Indian Wells (2) | Dura          | Outdoor     | Daniil Medvédev      | 7-6(5), 6-1   |
| 2025 | Montecarlo       | Tierra batida | Outdoor     | Lorenzo Musetti      | 3-6, 6-1, 6-0 |
| 2025 | Roma             | Tierra batida | Outdoor     | Jannik Sinner        | 7-6(5), 6-1   |
| 2025 | Cincinnati       | Dura          | Outdoor     | Jannik Sinner        | 5-0, ret.     |

#### Finalista (1)
| Año  | Torneo     | Superficie | Ind/Outdoor | Oponente en la final | Resultado           |
| 2023 | Cincinnati | Dura       | Outdoor     | Novak Djokovic       | 7-5, 6-7(7), 6-7(4) |

## Títulos ATP (22; 22+0)

### Individual (22)
| Leyenda                         |
| Grand Slam (5)                  |
| ATP World Tour Finals (0)       |
| ATP World Tour Masters 1000 (8) |
| ATP World Tour 500 (7)          |
| ATP World Tour 250 (2)          |

| Títulos por Superficie |
| Dura (7)               |
| Tierra batida (11)     |
| Hierba (4)             |
| Indoor (1)             |
| Outdoor (21)           |

| N.º | Fecha                    | Torneo             | Superficie    | Oponente en la final | Resultado                        |
| --- | ------------------------ | ------------------ | ------------- | -------------------- | -------------------------------- |
| 1.  | 25 de julio de 2021      | Umag               | Tierra batida | Richard Gasquet      | 6-2, 6-2                         |
| 2.  | 20 de febrero de 2022    | Río de Janeiro     | Tierra batida | Diego Schwartzman    | 6-4, 6-2                         |
| 3.  | 3 de abril de 2022       | Miami              | Dura          | Casper Ruud          | 7-5, 6-4                         |
| 4.  | 24 de abril de 2022      | Barcelona          | Tierra batida | Pablo Carreño        | 6-3, 6-2                         |
| 5.  | 8 de mayo de 2022        | Madrid             | Tierra batida | Alexander Zverev     | 6-3, 6-1                         |
| 6.  | 11 de septiembre de 2022 | Abierto de EE. UU. | Dura          | Casper Ruud          | 6-4, 2-6, 7-6(1), 6-3            |
| 7.  | 19 de febrero de 2023    | Buenos Aires       | Tierra batida | Cameron Norrie       | 6-3, 7-5                         |
| 8.  | 20 de marzo de 2023      | Indian Wells       | Dura          | Daniil Medvédev      | 6-3, 6-2                         |
| 9.  | 23 de abril de 2023      | Barcelona (2)      | Tierra batida | Stefanos Tsitsipas   | 6-3, 6-4                         |
| 10. | 7 de mayo de 2023        | Madrid (2)         | Tierra batida | Jan-Lennard Struff   | 6-4, 3-6, 6-3                    |
| 11. | 25 de junio de 2023      | Queen's Club       | Hierba        | Álex de Miñaur       | 6-4, 6-4                         |
| 12. | 16 de julio de 2023      | Wimbledon          | Hierba        | Novak Djokovic       | 1-6, 7-6(6), 6-1, 3-6, 6-4       |
| 13. | 17 de marzo de 2024      | Indian Wells (2)   | Dura          | Daniil Medvédev      | 7-6(5), 6-1                      |
| 14. | 9 de junio de 2024       | Roland Garros      | Tierra batida | Alexander Zverev     | 6-3, 2-6, 5-7, 6-1, 6-2          |
| 15. | 14 de julio de 2024      | Wimbledon (2)      | Hierba        | Novak Djokovic       | 6-2, 6-2, 7-6(4)                 |
| 16. | 2 de octubre de 2024     | Pekín              | Dura          | Jannik Sinner        | 6-7(6), 6-4, 7-6(3)              |
| 17. | 9 de febrero de 2025     | Róterdam           | Dura (i)      | Álex de Miñaur       | 6-4, 3-6, 6-2                    |
| 18. | 13 de abril de 2025      | Montecarlo         | Tierra batida | Lorenzo Musetti      | 3-6, 6-1, 6-0                    |
| 19. | 18 de mayo de 2025       | Roma               | Tierra batida | Jannik Sinner        | 7-6(5), 6-1                      |
| 20. | 8 de junio de 2025       | Roland Garros (2)  | Tierra batida | Jannik Sinner        | 4-6, 6-7(4), 6-4, 7-6(3), 7-6(2) |
| 21. | 22 de junio de 2025      | Queen's Club (2)   | Hierba        | Jiří Lehečka         | 7-5, 6-7(5), 6-2                 |
| 22. | 18 de agosto de 2025     | Cincinnati         | Dura          | Jannik Sinner        | 5-0, ret.                        |

#### Finalista (7)
| N.º | Fecha                 | Torneo            | Superficie    | Oponente en la final | Resultado           |
| --- | --------------------- | ----------------- | ------------- | -------------------- | ------------------- |
| 1.  | 24 de julio de 2022   | Hamburgo          | Tierra batida | Lorenzo Musetti      | 4-6, 7-6(6), 4-6    |
| 2.  | 31 de julio de 2022   | Umag              | Tierra batida | Jannik Sinner        | 7-6(5), 1-6, 1-6    |
| 3.  | 26 de febrero de 2023 | Río de Janeiro    | Tierra batida | Cameron Norrie       | 7-5, 4-6, 5-7       |
| 4.  | 20 de agosto de 2023  | Cincinnati        | Dura          | Novak Djokovic       | 7-5, 6-7(7), 6-7(4) |
| 5.  | 4 de agosto de 2024   | JJ.OO. París 2024 | Tierra batida | Novak Djokovic       | 6-7(3), 6-7(2)      |
| 6.  | 20 de abril de 2025   | Barcelona         | Tierra batida | Holger Rune          | 6-7(6), 2-6         |
| 7.  | 13 de julio de 2025   | Wimbledon         | Hierba        | Jannik Sinner        | 6-4, 4-6, 4-6, 4-6  |

## Next Gen ATP Finals

### Títulos (1)
| N.º | Fecha                   | Torneo              | Superficie | Oponente en la final | Resultado        |
| --- | ----------------------- | ------------------- | ---------- | -------------------- | ---------------- |
| 1.  | 13 de noviembre de 2021 | Next Gen ATP Finals | Dura (i)   | Sebastian Korda      | 4-3(5), 4-2, 4-2 |

## Clasificación histórica
- Actualizado a 8 de junio de 2025.[75][76]

| Torneos de Grand Slam   |                 |              |              |              |         |         |         |             |             |
| Australian Open         | A               | A            | 2R           | 3R           | A       | CF      | CF      | 0 / 4       | 11-4        |
| Roland Garros           | A               | A            | 3R           | CF           | SF      | G       | G       | 2 / 5       | 25-3        |
| Wimbledon               | A               | ND           | 2R           | 4R           | G       | G       | F       | 2 / 5       | 24-3        |
| US Open                 | A               | A            | CF           | G            | SF      | 2R      |         | 1 / 4       | 17-3        |
| Títulos                 | 0               | 0            | 0            | 1            | 1       | 2       | 1       | 5 / 18      | 77-13       |
| Ganados-Perdidos        | 0-0             | 0-0          | 8-4          | 16-3         | 17-2    | 19-2    | 17-2    | 5 / 18      | 77-13       |
| Torneos de final de año |                 |              |              |              |         |         |         |             |             |
| ATP Finals              | No se clasificó | A            | SF           | RR           |         | 0 / 2   | 3-4     |             |             |
| Next Gen ATP Finals     | NSC             | ND           | G            | A            | A       | < 20    | < 20    | 1 / 1       | 5-0         |
| Títulos                 | 0               | 0            | 1            | 0            | 0       | 0       |         | 1 / 3       | 8-4         |
| Ganados-Perdidos        | 0-0             | 0-0          | 5-0          | 0-0          | 2-2     | 1-2     |         | 1 / 3       | 8-4         |
| ATP Tour Masters 1000   |                 |              |              |              |         |         |         |             |             |
| Indian Wells            | A               | ND           | 1R           | SF           | G       | G       | SF      | 2 / 5       | 20-3        |
| Miami                   | A               | ND           | 1R           | G            | SF      | CF      | 2R      | 1 / 5       | 13-4        |
| Montecarlo              | A               | ND           | A            | 2R           | A       | A       | G       | 1 / 2       | 5-1         |
| Madrid                  | A               | ND           | 2R           | G            | G       | CF      | A       | 2 / 4       | 15-2        |
| Roma                    | A               | A            | A            | A            | 3R      | A       | G       | 1 / 2       | 7-1         |
| Canadá                  | A               | ND           | A            | 2R           | CF      | A       | A       | 0 / 2       | 2-2         |
| Cincinnati              | A               | A            | 1R           | CF           | F       | 2R      | G       | 1 / 5       | 12-4        |
| Shanghái                | A               | No disputado | No disputado | No disputado | 4R      | CF      |         | 0 / 2       | 5-2         |
| París                   | A               | A            | 3R           | CF           | 2R      | 3R      |         | 0 / 4       | 5-4         |
| Títulos                 | 0               | 0            | 0            | 2            | 2       | 1       | 3       | 8 / 31      | 84-23       |
| Ganados-Perdidos        | 0-0             | 0-0          | 3-5          | 19-5         | 25-6    | 16-5    | 21-2    | 8 / 31      | 84-23       |
| Torneos ATP 500         |                 |              |              |              |         |         |         |             |             |
| Róterdam                | A               | A            | A            | A            | A       | A       | G       | 1 / 1       | 5-0         |
| Río de Janeiro          | A               | 2R           | ND           | G            | F       | 1R      | A       | 1 / 4       | 10-3        |
| Doha                    | ATP 250         | ATP 250      | ATP 250      | ATP 250      | ATP 250 | ATP 250 | CF      | 0 / 1       | 2-1         |
| Acapulco                | A               | A            | 1R           | A            | A       | A       | A       | 0 / 1       | 0-1         |
| Barcelona               | Q1              | ND           | 1R           | G            | G       | A       | F       | 2 / 4       | 14-2        |
| Londres                 | A               | ND           | A            | A            | G       | 2R      | G       | 2 / 3       | 11-1        |
| Hamburgo                | A               | A            | A            | F            | A       | A       | A       | 0 / 1       | 4-1         |
| Astaná                  | TI              | ATP 250      | ATP 250      | 1R           | ATP 250 | ATP 250 | ATP 250 | 0 / 1       | 0-1         |
| Pekín                   | A               | No disputado | No disputado | No disputado | SF      | G       |         | 1 / 2       | 8-1         |
| Viena                   | A               | A            | SF           | A            | A       | A       |         | 0 / 1       | 3-1         |
| Basilea                 | A               | ND           | SF           | A            | A       |         | 0 / 1   | 3-1         |             |
| Títulos                 | 0               | 0            | 0            | 2            | 2       | 1       | 1       | 7 / 19      | 60-13       |
| Ganados-Perdidos        | 0-0             | 1-1          | 3-3          | 17-3         | 17-2    | 6-2     | 16-2    | 7 / 19      | 60-13       |
| Torneos ATP 250         |                 |              |              |              |         |         |         |             |             |
| Melbourne I             | Inexistente     | 3R           | A            | TD           | TD      | 0 / 1   | 2-1     |             |             |
| Montpellier             | A               | A            | Q1           | A            | A       | A       | A       | 0 / 0       | 0-0         |
| Buenos Aires            | A               | A            | A            | A            | G       | SF      | A       | 1 / 2       | 6-1         |
| Marbella                | TD              | SF           | TD           | 0 / 1        | 3-1     |         |         |             |             |
| Estoril                 | A               | ND           | 1R           | A            | A       | A       | A       | 0 / 1       | 0-1         |
| Umag                    | A               | ND           | G            | F            | A       | A       |         | 1 / 2       | 8-1         |
| Kitzbühel               | A               | A            | 1R           | A            | A       | A       |         | 0 / 1       | 0-1         |
| Winston-Salem           | A               | ND           | SF           | A            | A       | A       |         | 0 / 1       | 3-1         |
| Títulos                 | 0               | 0            | 1            | 0            | 1       | 0       |         | 2 / 9       | 27-7        |
| Ganados-Perdidos        | 0-0             | 0-0          | 13-3         | 8-3          | 4-0     | 2-1     |         | 2 / 9       | 27-7        |
| Representación nacional |                 |              |              |              |         |         |         |             |             |
| Juegos Olímpicos        | ND              | A            | ND           | ND           | ND      | P       | ND      | 0 / 1       | 5-1         |
| Copa Davis              | A               | A            | A            | CF           | A       | CF      |         | 0 / 0       | 2-1         |
| Títulos                 | 0               | 0            | 0            | 0            | 0       | 0       |         | 0 / 1       | 7-2         |
| Ganados-Perdidos        | 0-0             | 0-0          | 0-0          | 2-1          | 0-0     | 5-1     |         | 0 / 1       | 7-2         |
| Estadísticas ATP        |                 |              |              |              |         |         |         |             |             |
|                         | 2019            | 2020         | 2021         | 2022         | 2023    | 2024    | 2025    | Totales     | Totales     |
| Torneos ATP jugados     | 0               | 1            | 19           | 17           | 17      | 16      | 12      | 82          | 82          |
| Finales ATP disputadas  | 0               | 0            | 1            | 7            | 8       | 5       | 8       | 29          | 29          |
| Torneos ATP ganados     | 0               | 0            | 1            | 5            | 6       | 4       | 6       | 22          | 22          |
| Dura G-P                | 0-0             | 0-0          | 20-10        | 27-8         | 28-9    | 29-8    | 21-4    | 7 / 44      | 125-39      |
| Tierra batida G-P       | 0-0             | 1-1          | 11-6         | 27-4         | 25-3    | 17-4    | 22-1    | 11 / 30     | 103-19      |
| Hierba G-P              | 0-0             | 0-0          | 1-1          | 3-1          | 12-0    | 8-1     | 11-1    | 4 / 8       | 35-4        |
| Ganados-Perdidos        | 0-0             | 1-1          | 32-17        | 57-13        | 65-12   | 54-13   | 54-6    | 22 / 82     | 263-62      |
| Victorias (%)           | 0%              | 50%          | 65%          | 81%          | 84%     | 81%     | 90%     | 81%         | 81%         |
| Ranking                 | 492             | 141          | 32           | 1            | 2       | 3       |         | $48,486,628 | $48,486,628 |

Leyenda
| G | F | SF | CF | #R | RR | C# | P# | NSC | NE | A | Z# | PO | O | P | B | ATP# | TI | TD | ND |

- Alcaraz ha sido campeón en once países diferentes; Argentina, Brasil, China, Croacia, España, Estados Unidos, Francia, Italia, Mónaco, Países Bajos y Reino Unido.

## Torneos Challenger y del ITF World Tennis Tour (7; 7+0)

### Individual (7)
| Leyenda                     |
| --------------------------- |
| ATP Challenger Tour (4-1)   |
| ITF World Tennis Tour (3-1) |

| Posición  | G–P | Fecha                   | Torneo            | Nivel   | Superficie    | Oponente                | Marcador      |
| --------- | --- | ----------------------- | ----------------- | ------- | ------------- | ----------------------- | ------------- |
| Ganador   | 1-0 | 28 de julio de 2019     | Denia, España     | ITF M25 | Tierra batida | Timofey Skatov          | 6-4, 6-3      |
| Ganador   | 2-0 | 12 de enero de 2020     | Manacor, España   | ITF M15 | Tierra batida | Evan Furness            | 6-0, 6-2      |
| Ganador   | 3-0 | 19 de enero de 2020     | Manacor, España   | ITF M15 | Dura          | Evan Furness            | 6-3, 6-4      |
| Finalista | 3-1 | 2 de febrero de 2020    | Antalya, Turquía  | ITF M15 | Tierra batida | Zsombor Piros           | 6-4, 4-6, 3-6 |
| Ganador   | 1-0 | 30 de agosto de 2020    | Trieste, Italia   | CH 100  | Tierra batida | Riccardo Bonadio        | 6-4, 6-3      |
| Finalista | 1-1 | 6 de septiembre de 2020 | Cordenons, Italia | CH 75   | Tierra batida | Bernabé Zapata Miralles | 2-6, 6-4, 2-6 |
| Ganador   | 2-1 | 11 de octubre de 2020   | Barcelona, España | CH 80   | Tierra batida | Damir Džumhur           | 4-6, 6-2, 6-1 |
| Ganador   | 3-1 | 18 de octubre de 2020   | Villena, España   | CH 80   | Tierra batida | Pedro Martínez          | 7-66, 6-3     |
| Ganador   | 4-1 | 22 de mayo de 2021      | Oeiras, Portugal  | CH 125  | Tierra batida | Facundo Bagnis          | 6-4, 6-4      |

## Ranking ATP al final de la temporada
| Año                     | 2018 | 2019 | 2020 | 2021 | 2022 | 2023 | 2024 |
| Ranking en individuales | 1491 | 492  | 141  | 32   | 1    | 2    | 3    |

## Victorias sobre Top 10
| Año       | 2021 | 2022 | 2023 | 2024 | 2025 | Total |
| --------- | ---- | ---- | ---- | ---- | ---- | ----- |
| Victorias | 3    | 9    | 11   | 12   | 9    | 44    |

| Leyenda Torneos                  |
| Grand Slam (13)                  |
| ATP World Tour Finals (3)        |
| ATP World Tour Masters 1000 (18) |
| ATP World Tour 500 (9)           |
| ATP World Tour 250 (0)           |
| Otros (1)                        |

| #    | Jugador               | Ranking | Torneo                                                | Superficie    | Rd   | Resultado                               | Alcaraz Ranking |
| 2021 | 2021                  | 2021    | 2021                                                  | 2021          | 2021 | 2021                                    | 2021            |
| ---- | --------------------- | ------- | ----------------------------------------------------- | ------------- | ---- | --------------------------------------- | --------------- |
| 1.   | Stéfanos Tsitsipás    | 3       | Abierto de Estados Unidos, Nueva York, Estados Unidos | Dura          | 3R   | 6-3, 4-6, 7-6(7-2), 0-6, 7-6(7-5)       | 55              |
| 2.   | Matteo Berrettini     | 7       | Torneo de Viena, Viena, Austria                       | Dura          | CF   | 6-1, 6-7(2-7), 7-6(7-5)                 | 42              |
| 3.   | Jannik Sinner         | 9       | Masters de París, París, Francia                      | Dura (i)      | 2R   | 7-6(7-1), 7-5                           | 35              |
| 2022 |                       |         |                                                       |               |      |                                         |                 |
| 4.   | Matteo Berrettini     | 6       | Torneo de Río de Janeiro, Río de Janeiro, Brasil      | Tierra batida | CF   | 6-2, 2-6, 6-2                           | 29              |
| 5.   | Stéfanos Tsitsipás    | 5       | Masters de Miami, Miami, Estados Unidos               | Dura          | 4R   | 7-5, 6-3                                | 16              |
| 6.   | Hubert Hurkacz        | 10      | Masters de Miami, Miami, Estados Unidos               | Dura          | SF   | 7-6(7-5), 7-6(7-2)                      | 12              |
| 7.   | Casper Ruud           | 8       | Masters de Miami, Miami, Estados Unidos               | Dura          | F    | 7-5, 6-4                                | 12              |
| 8.   | Stéfanos Tsitsipás    | 5       | Torneo Conde de Godó, Barcelona, España               | Tierra batida | CF   | 6-4, 5-7, 6-2                           | 11              |
| 9.   | Rafael Nadal          | 4       | Masters de Madrid, Madrid, España                     | Tierra batida | CF   | 6-2, 1-6, 6-3                           | 9               |
| 10.  | Novak Djokovic        | 1       | Masters de Madrid, Madrid, España                     | Tierra batida | SF   | 6-7(5-7), 7-5, 7-6(7-5)                 | 9               |
| 11.  | Alexander Zverev      | 3       | Masters de Madrid, Madrid, España                     | Tierra batida | F    | 6-3, 6-1                                | 9               |
| 12.  | Casper Ruud           | 7       | Abierto de Estados Unidos, Nueva York, Estados Unidos | Dura          | F    | 6–4, 2–6, 7–6(7–1), 6–3                 | 4               |
| 2023 |                       |         |                                                       |               |      |                                         |                 |
| 13.  | Félix Auger-Aliassime | 10      | Masters de Indian Wells, Indian Wells, Estados Unidos | Dura          | CF   | 6-4, 6-4                                | 2               |
| 14.  | Daniil Medvédev       | 6       | Masters de Indian Wells, Indian Wells, Estados Unidos | Dura          | F    | 6-3, 6-2                                | 2               |
| 15.  | Taylor Fritz          | 10      | Masters de Miami, Miami, Estados Unidos               | Dura          | CF   | 6-4, 6-2                                | 1               |
| 16.  | Stéfanos Tsitsipás    | 5       | Torneo Conde de Godó, Barcelona, España               | Tierra batida | F    | 6-3, 6-4                                | 2               |
| 17.  | Stéfanos Tsitsipás    | 5       | Torneo de Roland Garros, París, Francia               | Tierra batida | CF   | 6–2, 6–1, 7–6(7–5)                      | 1               |
| 18.  | Holger Rune           | 6       | Wimbledon, Londres, Reino Unido                       | Hierba        | CF   | 7-6(7-3), 6-4, 6-4                      | 1               |
| 19.  | Daniil Medvédev       | 3       | Wimbledon, Londres, Reino Unido                       | Hierba        | SF   | 6-3, 6-3, 6-3                           | 1               |
| 20.  | Novak Djokovic        | 2       | Wimbledon, Londres, Reino Unido                       | Hierba        | F    | 1-6, 7-6(8-6), 6-1, 3-6, 6-4            | 1               |
| 21.  | Casper Ruud           | 9       | Torneo de Pekín, Pekín, China                         | Dura          | CF   | 6-4, 6-2                                | 2               |
| 22.  | Andréi Rubliov        | 5       | ATP Finals, Turín, Italia                             | Dura (i)      | RR   | 7-5, 6-2                                | 2               |
| 23.  | Daniil Medvédev       | 3       | ATP Finals, Turín, Italia                             | Dura (i)      | RR   | 6-4, 6-4                                | 2               |
| 2024 |                       |         |                                                       |               |      |                                         |                 |
| 24.  | Alexander Zverev      | 6       | Masters de Indian Wells, Indian Wells, Estados Unidos | Dura          | CF   | 6-3, 6-1                                | 2               |
| 25.  | Jannik Sinner         | 3       | Masters de Indian Wells, Indian Wells, Estados Unidos | Dura          | SF   | 1-6, 6-3, 6-2                           | 2               |
| 26.  | Daniil Medvédev       | 4       | Masters de Indian Wells, Indian Wells, Estados Unidos | Dura          | F    | 7-6(7-5), 6-1                           | 2               |
| 27.  | Stéfanos Tsitsipás    | 9       | Torneo de Roland Garros, París, Francia               | Tierra batida | CF   | 6-3, 7-6(7-3), 6-4                      | 3               |
| 28.  | Jannik Sinner         | 2       | Torneo de Roland Garros, París, Francia               | Tierra batida | SF   | 2-6, 6-3, 3-6, 6-4, 6-3                 | 3               |
| 29.  | Alexander Zverev      | 4       | Torneo de Roland Garros, París, Francia               | Tierra batida | F    | 6-3, 2-6, 5-7, 6-1, 6-2                 | 3               |
| 30.  | Daniil Medvédev       | 5       | Wimbledon, Londres, Reino Unido                       | Hierba        | SF   | 6-7(1-7), 6-3, 6-4, 6-4                 | 3               |
| 31.  | Novak Djokovic        | 2       | Wimbledon, Londres, Reino Unido                       | Hierba        | F    | 6-2, 6-2, 7-6(7-4)                      | 3               |
| 32.  | Taylor Fritz          | 7       | Laver Cup, Berlín, Alemania                           | Dura (i)      | RR   | 6-2, 7-5                                | 3               |
| 33.  | Daniil Medvédev       | 5       | Torneo de Pekín, Pekín, China                         | Dura          | SF   | 7-5, 6-3                                | 3               |
| 34.  | Jannik Sinner         | 1       | Torneo de Pekín, Pekín, China                         | Dura          | F    | 6-7(6-8), 6-4, 7-6(7-3)                 | 3               |
| 35.  | Andréi Rubliov        | 8       | ATP Finals, Turín, Italia                             | Dura (i)      | RR   | 6-3, 7-6(10-8)                          | 3               |
| 2025 |                       |         |                                                       |               |      |                                         |                 |
| 36.  | Álex de Miñaur        | 8       | Torneo de Róterdam, Róterdam, Países Bajos            | Dura (i)      | F    | 6-4, 3-6, 6-2                           | 3               |
| 37.  | Álex de Miñaur        | 7       | Torneo Conde de Godó, Barcelona, España               | Tierra batida | CF   | 7–5, 6–3                                | 2               |
| 38.  | Jack Draper           | 5       | Masters de Roma, Roma, Italia                         | Tierra batida | CF   | 6–4, 6–4                                | 3               |
| 39.  | Lorenzo Musetti       | 9       | Masters de Roma, Roma, Italia                         | Tierra batida | SF   | 6–3, 7–6(7–4)                           | 3               |
| 40.  | Jannik Sinner         | 1       | Masters de Roma, Roma, Italia                         | Tierra batida | F    | 7–6(7–5), 6–1                           | 3               |
| 41.  | Lorenzo Musetti       | 7       | Torneo de Roland Garros, París, Francia               | Tierra batida | SF   | 4-6, 7-6(7-3), 6-0, 2-0, r              | 2               |
| 42.  | Jannik Sinner         | 1       | Torneo de Roland Garros, París, Francia               | Tierra batida | F    | 4-6, 6-7(4-7), 6-4, 7-6(7-3), 7-6(10-2) | 2               |
| 43.  | Alexander Zverev      | 3       | Masters de Cincinnati, Mason, Estados Unidos          | Dura          | SF   | 6-4, 6-3                                | 2               |
| 44.  | Jannik Sinner         | 1       | Masters de Cincinnati, Mason, Estados Unidos          | Dura          | F    | 5-0, ret                                | 2               |

## Premios y reconocimientos
- Premio Nacional del Deporte (2022).[85]
- Premio Laureus al Deportista Revelación del Año (2023).[86]

## Récords
- Tenista más joven en participar en una final olímpica de individual masculino.
- Número 1 en el ranking mundial de la ATP más joven de la historia.
- Cuarto español en la historia en ser número 1 del mundo masculino.
- Campeón del US Open más joven desde Pete Sampras.
- Noveno jugador español en ganar un torneo de Grand Slam.
- Campeón de Grand Slam más joven desde Rafael Nadal en 2005.
- Tenista masculino más joven desde los australianos Lew Hoad y Ken Rosewall (1952-53) en alcanzar los cuartos del US Open dos años seguidos.
- US Open 2021 fue el cuartofinalista más joven del Abierto de Estados Unidos en toda la era Open (desde 1968) y en cualquier Grand Slam desde Michael Chang (1990).
- Wimbledon 2023 se convirtió en el tercer español hombre en ganar este torneo en individuales, tras Manolo Santana y Rafael Nadal.
- Roland Garros 2024, se convirtió en el tenista más joven (21 años, un mes y cinco días) en completar el 'Surface Slam'. Es además el más rápido en conseguirlo (1 año y nueve meses).
- Wimbledon 2024, se convirtió en el primer español en conseguir levantar este título en dos ocasiones consecutivas. Además, es el cuarto hombre en conseguir cuatro títulos de Grand Slam con 21 años o menos, igualando a Bjorn Borg, Mats Wilander y Boris Becker.
- Primer jugador en eliminar en un mismo torneo de tierra batida (Masters 1.000 de Madrid en 2022) a Rafael Nadal (cuartos) y Novak Djokovic (semifinales).
- Con su victoria en la final de esa edición ante Alexander Zverev (entonces, número 3 del mundo), Alcaraz se convirtió en el primer jugador desde el argentino David Nalbandián en 2007 en superar a tres jugadores del top 4 del ranking ATP en un mismo Masters 1.000.
- Campeón más joven de la historia en un ATP 500 (Río de Janeiro 2022).
- Campeón más joven en el ATP Tour desde Kei Nishikori en 2008 (Umag 2021).
- Tercer jugador más joven de la historia en ganar un ATP Masters 1.000 (Miami 2022).
- Segundo jugador más joven de la historia en ganar dos Masters 1.000 en la misma temporada (Miami y Madrid en 2022) después de Rafa Nadal (Montecarlo y Roma en 2005).
- Con todos sus títulos como profesional hasta comienzos de 2023,  se convirtió en el tenista más joven de la ATP en ganar cinco torneos desde que Nadal lograra siete en la 2004-05.
- Jugador más joven en llegar a una final olímpica, por lo tanto también se convirtió en el más joven en lograr la medalla de plata en el torneo individual masculino en unos Juegos Olímpicos en París 2024.